# Karre (Transport)
Karre (f., die) oder Karren (m., der; von lateinisch carrus m. ‚Wagen, Karre(n)‘) bezeichnet einfache auf Rädern laufende Transportmittel, zumeist einachsig: 
oft durch Menschen bewegt, ein- bis dreirädrig:
- Handkarre oder Handwagen
- Laufkarre im Ruhrbergbau
- Munitionskarren
- Sackkarre
- Schleifkarren, die ab dem 17. Jahrhundert von umherziehenden Scherenschleifern benutzt wurden
- Schottsche Karre
- Schubkarre

eine einachsige, zweirädrige Karre für Zugtiere:
- Dreieckswagen vorgeschichtlich
- Anzwagen
- Ochsenkarren
- Pferdekarren
- Protze
- Streitwagen

zweiachsiger motorisierter Flurförderer:
- Elektrokarren
- Plattformkarren

Auch als abfälliger Ausdruck für ein Kraftfahrzeug findet sich der Ausdruck. Entsprechend steht das Verb karren allgemein im Sinne ‚mühsam transportieren‘.
Mischformen mit anderen Hilfsmitteln sind etwa:
- Trolley, Koffer auf Rädern